# Helsingfors økonomiske region
Helsingfors økonomiske region (svensk: Helsingfors ekonomiska region, finsk: Helsingin seutukunta) består af 17 kommuner i det finske landskab Nyland.
Blandt de 17 kommuner er: Esbo stad, Grankulla stad, Helsingfors stad, Hyvinge stad, Lojo stad, Nurmijärvi, Sibbo, Träskända stad, Vanda stad og Vichtis.